# Kirkstall
Kirkstall – dzielnica w Anglii, w West Yorkshire, w dystrykcie metropolitalnym Leeds. W 2011 dzielnica liczyła 21 709 mieszkańców.